# Boxed (Eurythmics)
Boxed è un box set dal gruppo musicale britannico Eurythmics contenente otto album rimasterizzati, oltre a 43 canzoni bonus, pubblicato il 14 novembre 2005.

## Elenco album
- In the Garden (1981)
- Sweet Dreams (Are Made of This) (1983)
- Touch (1983)
- Be Yourself Tonight (1985)
- Revenge (1986)
- Savage (1987)
- We Too Are One (1989)
- Peace (1999)